# Latécoère 26
Il Latécoère 26 era un aereo postale e trasporto passeggeri ad ala alta a parasole prodotto dall'azienda francese Forges et Ateliers de Construction Latécoère tra la fine degli anni venti e l'inizio degli anni trenta.
Realizzato per sostituire nell'Aéropostale l'ormai superato Breguet Bre 14, un bombardiere utilizzato durante la prima guerra mondiale convertito all'uso civile, venne impiegato nelle sue versioni bi e triposto sia dalla società francese che nella sussidiaria argentina Aeroposta Argentina.

## Utilizzatori

### Civili
Argentina
- Aeroposta Argentina

 Francia
- Aéropostale